# Тилеман, Улла
Урсула (Улла) Тилеман (в замужестве — Йоншер) (нем. Ursula (Ulla) Thielemann (Jonscher), род. 9 января 1960, Ханау, Гессен) — немецкая хоккеистка (хоккей на траве), вратарь. Серебряный призёр летних Олимпийских игр 1984 года, бронзовый призёр чемпионата Европы 1984 года.

## Биография
Улла Тилеман родилась 18 января 1960 года в западногерманском городе Ханау.
Играла в хоккей на траве за «Ханауэр». В его  составе дважды становилась чемпионкой ФРГ по хоккею на траве (1981, 1984) и один раз по индорхоккею (1983).
В 1984 году завоевала бронзовую медаль чемпионата Европы в Лилле.
В том же году вошла в состав женской сборной ФРГ по хоккею на траве на летних Олимпийских играх в Лос-Анджелесе и завоевала серебряную медаль. Играла на позиции вратаря, провела 2 матча.
Дважды выигрывала золотые медали чемпионата Европы по индорхоккею — в 1981 году в Западном Берлине и в 1985 году в Лондоне.
В 1980—1987 годах провела за сборную ФРГ 36 матчей (25 на открытых полях, 11 в помещении).
Впоследствии работала в авиакомпании Lufthansa, будучи дипломированным специалистом по информатике.

## Семья
Замужем за бывшим пловцом, есть сын.